# ماوند سیتی (داکوتای جنوبی)
ماوند سیتی(به انگلیسی: Mound City) شهری در ایالت داکوتای جنوبی کشور ایالات متحده آمریکا است که جمعیت آن در سرشماری سال ۲۰۱۰ میلادی، ۷۱ نفر بوده‌است.